# Манастир Бешка
Манастир Бешка (Брезовица) је женски манастир Српске православне цркве из 14. века. Припада Митрополији црногорско-приморској.
Старешина манастира је игуманија мати Фотина (Хасл) са сестринством, на челу од 28. јуна 2004. године.

## Историја
Смештен је на истоименом острву Бешка у Скадарском језеру. Манастирски храм посвећен Светом Георгију, задужбина је Ђурђа II Страцимировића-Балшића, а храм посвећен Благовестима задужбина је његове жене Јелене Балшић, кћери кнеза Лазара, како стоји на ктиторском натпису из 1438. године.
За манастир је духовник Никон Јерусалимац написао књигу духовног руковођења, познату под називом Горички зборник. Богородичину цркву је почетком века обновио краљ Никола за здравље супруге Милене и посветио је Покрову Пресвете Богородице, пошто Горички зборник још није био познат. У Богородичином храму налази се њен гроб.
У цркви су сахрањени и њени ктитори Ђурађ II и Јелена Балшић. Одлуком Митрополије црногорско-приморске Јелена Балшић је канонизована 2006. године.
Доласком Турака црквена имања су овдје постала џамијска (вакуфи). Због тога су монахиње манастира Бешка 2019. године имале проблема са групом од око 20 Албанаца из оближњег села Доњи Мурићи, који су тврдили да је то њихово, вакуфска земља.